# Bayreuth
Bayreuth là một thành phố không thuộc huyện nào, thuộc vùng hành chính Oberfranken, bang Bayern, Đức. Thành phố có diện tích 66,92 km², dân số là 73.048 người. Nó là nơi đặt trụ sở của chính phủ Oberfranken và là trụ sở hành chính của Vùng hành chính Oberfranken và huyện Bayreuth. Bayreuth nổi tiếng thế giới với Lễ hội Richard Wagner, diễn ra hàng năm tại Festspielhaus trên Đồi Xanh (Grüner Hügel). Nhà hát Opera ở đó đã được UNESCO công nhận là Di sản Thế giới từ năm 2012.
Thành phố chỉ thuộc về Bayern kể từ năm 1810. Do thuộc về Công quốc Bayreuth trong nhiều thế kỷ, nó là một vùng chủ yếu theo đạo Tin lành. 

## Cư dân nổi tiếng
- Công chúa Wilhelmine of Bayreuth (1709–1758)
- Johann David Schoepf (1752–1800)
- Johann Christian Ritter (1755-?)
- Jean Paul (1763–1825)
- Max Stirner (1806–1856)
- Richard Wagner (1813–1883)
- Oskar Panizza (1853–1921)
- Fritz Rasp (1891–1976)
- Generalfeldmarschall Robert Ritter von Greim (1892–1945)

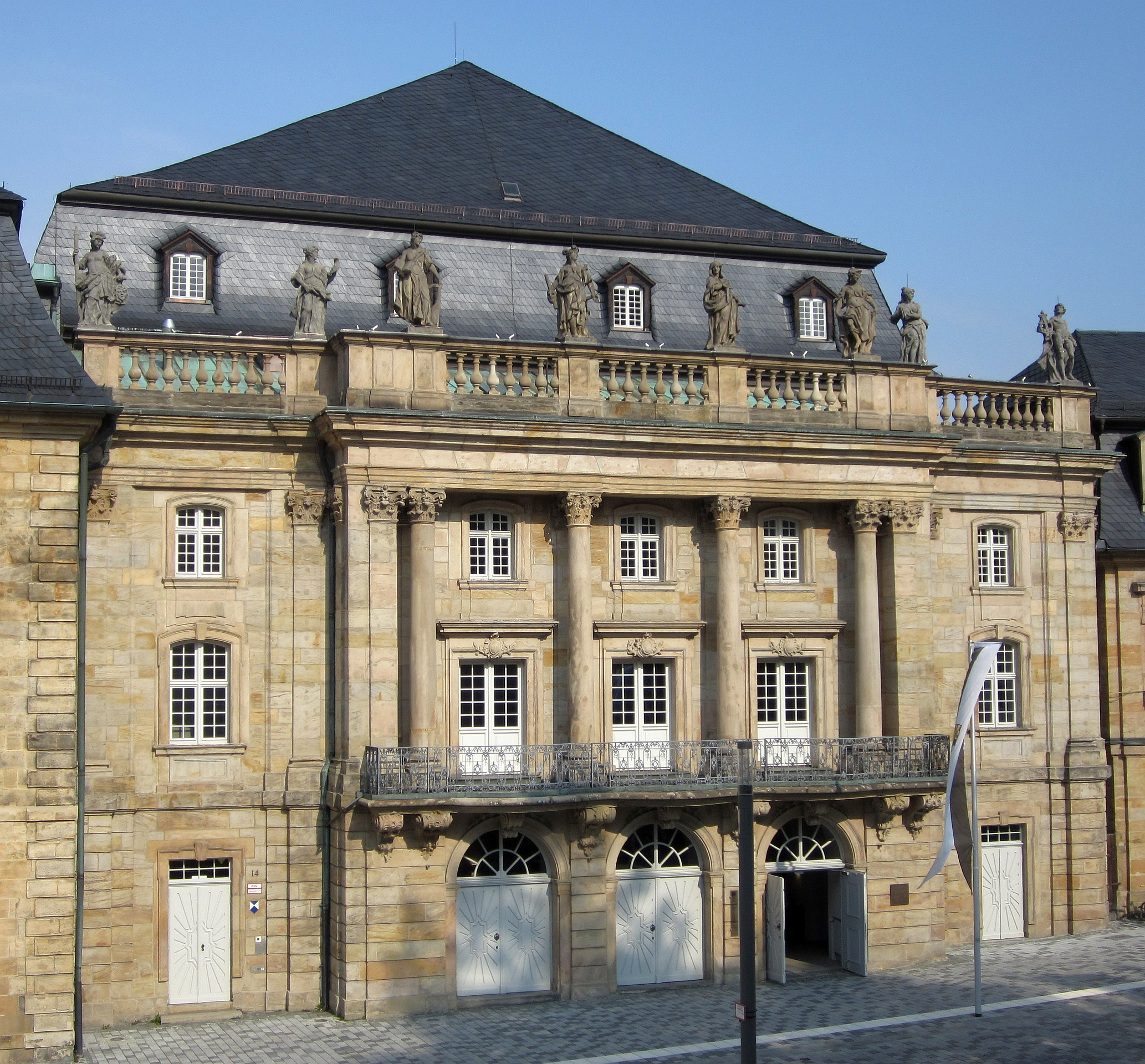
Nhà hát Opera

- Florian Mayer (1983—)
- Philipp Petzschner (1984—)
- Maya Karin (1979—)